# Liste des gouverneurs des îles Malouines
Cette liste recense tous les gouverneurs des Îles Malouines depuis 1764. Historiquement de nombreux pays ont gouverné les îles Malouines, avec des titres ou des degrés de pouvoirs différents.

## Liste des gouverneurs

### Administrateur de la colonie française de Fort Saint-Louis
| Début | Fin  | Nom                           |
| ----- | ---- | ----------------------------- |
| 1764  | 1767 | Louis Antoine de Bougainville |

### Administrateurs militaires de la colonie britannique de Port Egmont
| Début | Fin  | Nom                                |
| ----- | ---- | ---------------------------------- |
| 1767  | 1768 | Captain John McBride, HMS Jason    |
| 1768  | 1769 | Capt. Rayner                       |
| 1769  | 1770 | Capt. Anthony Hunt, HMS Tamar      |
| 1770  | 1770 | Capt. George Farmer, HMS Favourite |
| 1771  | 1772 | Capt. John Burr, HMS Hound         |
| 1773  | 1776 | Lt. Samuel Wittewrong Clayton      |

### Administrateurs militaires de la colonie espagnole de Port Soledad
| Début | Fin  | Nom                               |
| ----- | ---- | --------------------------------- |
| 1767  | 1773 | Felipe Ruíz Puente                |
| 1773  | 1774 | Domingo Chauria                   |
| 1774  | 1777 | Francisco Gil Lemos               |
| 1777  | 1779 | Ramón de Carassa                  |
| 1779  | 1781 | Salvador de Medina                |
| 1781  | 1783 | Jacinto de Altolaguirre           |
| 1783  | 1784 | Fulgencio Montemayor              |
| 1784  | 1786 | Augustín Figueroa                 |
| 1786  | 1787 | Pedro de Mesa y Casto             |
| 1787  | 1788 | Ramón Clairac                     |
| 1788  | 1789 | Pedro de Mesa y Casto (2e fois)   |
| 1789  | 1790 | Ramón Clairac                     |
| 1790  | 1791 | Juan José de Elizalde             |
| 1791  | 1792 | Pedro Pablo Sanguinetto           |
| 1792  | 1793 | Juan José de Elizalde             |
| 1793  | 1794 | Pedro Pablo Sanguinetto           |
| 1794  | 1795 | José Aldana Ortega                |
| 1795  | 1796 | Pedro Pablo Sanguinetto (2e fois) |
| 1796  | 1797 | José Aldana Ortega                |
| 1797  | 1798 | Luis de Medina Torres             |
| 1798  | 1799 | Francisco Javier de Viana         |
| 1799  | 1800 | Luis de Medina Torres (2e fois)   |
| 1800  | 1801 | Francisco Javier de Viana         |
| 1801  | 1802 | Ramón Fernández Villegas          |
| 1802  | 1803 | Bernardo Bonavía                  |
| 1803  | 1804 | Antonio Leal de Ibarra            |
| 1804  | 1805 | Bernardo Bonavía                  |
| 1805  | 1806 | Antonio Leal de Ibarra            |
| 1806  | 1809 | Bernardo Bonavía                  |
| 1809  | 1810 | Gerardo Bordas                    |
| 1810  | 1811 | Pablo Guillén                     |

### Gouverneurs de la République de Buenos Aires à Puerto Luis (Port Louis)
| Début | Fin  | Nom                    |
| ----- | ---- | ---------------------- |
| 1829  | 1831 | Luis Vernet            |
| 1832  | 1832 | Juan Esteban Mestivier |

### Administrateurs militaires de la colonie britannique de Fort Louis
| Début | Fin  | Nom               |
| ----- | ---- | ----------------- |
| 1833  | 1838 | Lt. Henry Smith   |
| 1838  | 1839 | Lt. Robert Lowcay |
| 1839  | 1839 | Lt. Robinson      |
| 1839  | 1841 | Lt. John Tyssen   |

### Lieutenant-gouverneur des îles Malouines à Anson's Harbour
| Début | Fin  | Nom                       |
| ----- | ---- | ------------------------- |
| 1841  | 1843 | Lt. Richard Clement Moody |

### Gouverneurs des îles Malouines àPort Stanley

L'actuel drapeau du Gouverneur des Îles Malouines.

| Début | Fin          | Nom                                  |
| ----- | ------------ | ------------------------------------ |
| 1843  | 1848         | Lt. Richard Clement Moody            |
| 1848  | 1855         | Lt. George Rennie                    |
| 1855  | 1862         | Capt. Thomas Edward Laws Moore       |
| 1862  | 1866         | James George Mackenzie               |
| 1866  | 1870         | William Cleaver Francis Robinson     |
| 1870  | 1876         | Colonel George Abbas Kooli D'Arcy    |
| 1876  | 1880         | Jeremiah Thomas Fitzgerald Callaghan |
| 1880  | 1886         | Thomas Kerr                          |
| 1886  | 1887         | Arthur Cecil Stuart Barkly           |
| 1887  | 1891         | Thomas Kerr                          |
| 1891  | 1897         | Roger Tuckfield Goldsworthy          |
| 1897  | 1904         | William Grey-Wilson                  |
| 1904  | 1915         | William Lamond Allardyce             |
| 1915  | 1920         | William Douglas Young                |
| 1920  | 1927         | John Middleton                       |
| 1927  | 1931         | Arnold Weinholt Hodson               |
| 1931  | 1934         | James O'Grady                        |
| 1935  | 1941         | Herbert Henniker-Heaton              |
| 1941  | 1946         | Allan Wolsey Cardinall               |
| 1946  | 1954         | Geoffrey Miles Clifford              |
| 1954  | 1957         | Oswald Raynor Arthur                 |
| 1957  | 1964         | Edwin Porter Arrowsmith              |
| 1964  | 1970         | Cosmo Dugal Patrick Thomas Haskard   |
| 1971  | 1975         | Ernest Gordon Lewis                  |
| 1975  | 1977         | Neville Arthur Irwin French          |
| 1977  | 1980         | James Roland Walter Parker           |
| 1980  | 2 avril 1982 | Rex Masterman Hunt                   |

### Commandants militaires argentins à Puerto Argentino
| Début        | Fin          | Nom                                       |
| ------------ | ------------ | ----------------------------------------- |
| 2 avril 1982 | 3 avril 1982 | Général Oswaldo Jorge Garcia (intérim)    |
| 3 avril 1982 | 14 juin 1982 | Brigadier General Mario Benjamín Menéndez |

### Commandant militaire britannique à Port Stanley
| Début        | Fin          | Nom                             |
| ------------ | ------------ | ------------------------------- |
| 14 juin 1982 | 25 juin 1982 | Major General John Jeremy Moore |

### Commissaire civil des îles Malouines à Port Stanley
| Début        | Fin             | Nom                |
| ------------ | --------------- | ------------------ |
| 25 juin 1982 | 16 octobre 1985 | Rex Masterman Hunt |

### Gouverneurs des îles Malouines à Port Stanley (et commissaires pour la Géorgie du Sud-et-les Îles Sandwich du Sud depuis 1985)
| Début | Fin         | Nom                         |
| ----- | ----------- | --------------------------- |
| 1985  | 1988        | Gordon Wesley Jewkes        |
| 1988  | 1992        | William Hugh Fullerton      |
| 1992  | 1996        | David Everard Tatham        |
| 1996  | 1999        | Richard Peter Ralph         |
| 1999  | 2002        | Donald Alexander Lamont     |
| 2002  | 2002        | Russ Jarvis (intérim)       |
| 2002  | 2006        | Howard John Stredder Pearce |
| 2006  | 2006        | Harriet Hall (intérim)      |
| 2006  | 2010        | Alan Huckle                 |
| 2010  | 2014        | Nigel Haywood               |
| 2014  | 2014        | John Duncan (intérim)       |
| 2014  | 2017        | Colin Roberts               |
| 2017  | 2022        | Nigel Phillips (en)         |
| 2022  | en fonction | Alison Blake (en)           |